# 8대 원로
중공팔대원로(中共八大元老)는 1980년대에서 1990년대에 걸쳐 중화인민공화국의 정치, 군사상 주요 위치를 차지했던 여덟 사람을 가리킨다. 누구를 팔대원로로 보느냐에 대한 견해는 크게 두 가지로 나뉜다.
1. 덩샤오핑, 양상쿤, 천윈, 펑전, 보이보, 리셴녠, 덩잉차오, 왕전
2. 덩샤오핑, 양상쿤, 천윈, 펑전, 보이보, 시중쉰, 완리, 쑹런충

| 이름                   | 이미지 |
| ---------------------- | ------ |
| 덩샤오핑 (1904–1997)   |        |
| 천윈 (1905–1995)       |        |
| 리셴녠 (1909–1992)     |        |
| 펑전 (1902–1997)       |        |
| 양상쿤 (1907–1998)     |        |
| 보이보 (1908–2007)     |        |
| 왕전 (1908–1993)       |        |
| 쑹런충 (1909–2005)     |        |
| 덩잉차오 (1904 – 1992) |        |
| 시중쉰 (1913 – 2002)   |        |
| 완리 (1916 – 2015)     |        |